# Boletina arctica
Boletina arctica är en tvåvingeart som beskrevs av Holmgren 1872. Boletina arctica ingår i släktet Boletina och familjen svampmyggor.
Artens utbredningsområde är Grönland. Inga underarter finns listade i Catalogue of Life.